# Xyris maxima
Xyris maxima är en gräsväxtart som beskrevs av Doust och B.J.Conn. Xyris maxima ingår i släktet Xyris och familjen Xyridaceae. Inga underarter finns listade i Catalogue of Life.